# Àngel Sallent i Gotés
Àngel Sallent i Gotés (Castellar del Vallès, Vallès Occidental, 13 de juliol de 1859 - Terrassa, Vallès Occidental, 7 d'octubre de 1934) va ser un filòleg, farmacèutic, naturalista, botànic i professor català.

## Trajectòria
Llicenciat en farmàcia el 1873, exercí primer a Castellar del Vallès i després a Sallent. Mentre estigué a Sallent estudià la flora del Bages. Durant les seves excursions l'acompanyà sovint el seu amic, el botànic i paleògraf Conrad Pujol i Grau. Es doctorà l'any 1882 amb un estudi florístic de la comarca del Bages, premiat el 1901 pel Col·legi de Farmacèutics de Barcelona, i que, posteriorment, el 1904, es publicaria amb el títol de "Flora del Pla del Bages". L'any 1887 s'establí a Terrassa, on obrí una farmàcia, i on també fou professor de francès i anglès a l'Escola Industrial. A banda de fer de farmacèutic, durant tota la seva vida es dedicarà a la botànica i a la lingüística. El 1907 fou nomenat membre corresponent de la Reial Acadèmia Espanyola.
Joan Cadevall i Carles Pau i Espanyol li dedicaren el Galeopsis Sallentii, trobat prop de Puigllançada, a llur amic i company d'excursió. Germà Sennen li dedicà la X Centaurea Sallentiii, i amb Cadevall, el X Xanthium Sallentii.

## Publicacions
Col·laborà amb Joan Cadevall en la part lexicogràfica de la Flora de Catalunya (1913-23) i amb Antoni Maria Alcover amb l'obra del Diccionari. Autor de la Flora del Pla de Bages (1905) i de Tecnicismo y neologismo (1920), a banda d'altres treballs publicats al «Butlletí de Dialectologia Catalana»: Noms dels bolets catalans (1916), Els noms dels ocells de Catalunya (1922) i Els noms de les plantes (1929).